# Paul Blanc (homme politique)
Pour les articles homonymes, voir Paul Blanc et Blanc (homonymie).
Paul Blanc, né le 29 janvier 1937 à Ille-sur-Têt (Pyrénées-Orientales), est un homme politique français.

## Biographie
Médecin de formation, Paul Blanc est élu sénateur des Pyrénées-Orientales le 27 septembre 1992 et réélu le 23 septembre 2001. Membre du groupe RPR de 1992 à 2002, il intègre ensuite le groupe UMP. Très tôt engagé dans l'insertion des personnes handicapées dans son canton et sa commune de Sournia, il crée un « centre d'aide par le travail » bientôt suivi par une maison d'accueil spécialisé.

## Synthèse des mandats
Fonctions au Sénat
- Sénateur des Pyrénées-Orientales du 2 octobre 1992 au 30 septembre 2011
- Secrétaire de la commission des affaires sociales depuis le 5 octobre 2001

Proposition de loi
- Adopté en février 2011 à l’Assemblée nationale, un article donne la possibilité de prendre des mesures de substitution à l’accessibilité du cadre bâti neuf. Son adoption est condamnée par l'Association des paralysés de France  car il ouvre la possibilité de déroger à l’accessibilité sur le neuf (APF)[1]. L'APF dénonce également la pression des lobbies.
- L'article 19 (ex-14 bis) est finalement voté le mardi 28 juin 2011 par le Sénat.

Mandats locaux
- 1973-2004 : Conseiller général des Pyrénées-Orientales (canton de Sournia)
- 1989-2001 : Maire de Prades
- 2001-2018 : Maire de Sournia

## Distinctions
- Chevalier de la Légion d'honneur depuis le 1er janvier 2012